# Gyrodactylus ammodyti
Gyrodactylus ammodyti är en plattmaskart. Gyrodactylus ammodyti ingår i släktet Gyrodactylus och familjen Gyrodactylidae. Inga underarter finns listade i Catalogue of Life.